# Маликов, Николай Петрович (кинорежиссёр)
Николай Петрович Маликов (1874, Киев — 20 апреля 1931, Рига) — русский актёр, кинорежиссёр и сценарист.

## Биография
Работал в театре с 1896 года. В феврале 1908 года был участником съезда кинорежиссёров. Работал в основном в театре Незлобина. В 1915 году был ассистентом на нескольких фильмах Гардина, положительно оценённых прессой. В 1916 году самостоятельно начинает снимать фильмы, которые, однако, не пользуются успехом, за исключением фильма «Магнолия». Фильмы Маликова 1917—1918 гг. не пользовались успехом, однако, по мнению Н. Иезуитова, в некоторых из них («Скерцо дьявола», «Улыбка медузы») были применены новаторские приёмы: «Чтобы создать большое впечатление глубины и воздуха, режиссёры поднимали аппарат выше обычной точки зрения человеческого глаза и тем самым как бы опрокидывали в кадр огромные плоскости пола гостиных и зал <…> этот приём вносил в фильм всякий раз неожиданный изобразительный эффект, придавая объёмность сцене и рельефность действующим персонажам».
Фильмы Маликова были в основном салонными мелодрамами (драмы из артистической/балетной/курортной/датской жизни, мистико-эротическая драма и прочие); некоторые исследователи отмечали, что фильмы режиссёра находились под влиянием французских мелодрам. Однако ряд фильмов был инсценировкой классики (Куприн, Толстой, Тургенев, Чехов, Пушкин) либо комедиями. В 1918 году поставил разоблачительную сектантскую драму «Белые голуби» — это единственный фильм Маликова, полностью сохранившийся до наших дней.
В эмиграции в Латвии. С 1921 года работал в Рижском театре русской драмы.
Умер в 1931 году в Риге. Похоронен на Покровском кладбище.

## Фильмография (режиссёр)
- 1915 — Гранатовый браслет (4 ч., 1500 м) (не сохранился)
- 1915 — Много ли человеку земли нужно (3 ч., 900 м) (не сохранился)
- 1915 — Накануне (5 ч., 1850 м) (сохранился не полностью: фрагменты[Прим. 1])
- 1916 — Жестокий век, жестокие сердца (4 ч.) (не сохранился)
- 1916 — Магнолия (5 ч., 1400 м) (не сохранился)
- 1916 — Молчите, проклятые струны (5 ч., 1500 м) (не сохранился)
- 1916 — Печать проклятия (5 ч., 1500 м) (не сохранился)
- 1916 — Человек без пуговиц (2 ч.) (не сохранился)
- 1916 — Что наша жизнь?.. Игра… (6 ч., 1480 м) (не сохранился)
- 1917 — Власть демона (5 ч.) (не сохранился)
- 1917 — Иго любви (5 ч.) (не сохранился)
- 1917 — Любовный шквал (4 ч.) (не сохранился)
- 1917 — Плоды просвещения (5 ч., 1000 м) (не сохранился)
- 1917 — Психея (1400 м) (не сохранился)
- 1917 — Чёрный орёл (5 ч.) (не сохранился)
- 1918 — Аферист или генерал от Куваки (6 ч., 1800 м.) (не сохранился)
- 1918 — Белые голуби (6 ч., 2100 м)
- 1918 — Вечная сказка жизни (метраж неизвестен) (не сохранился)
- 1918 — Идущий на смерть (5 ч.) (не сохранился)
- 1918 — Метель (6 ч.) (не сохранился)
- 1918 — Неразгаданная женщина (не сохранился)
- 1918 — Несчастная (не сохранился)
- 1918 — Скерцо дьявола (5 ч.) (не сохранился)
- 1918 — Улыбка медузы (5 ч.) (не сохранился)
- 1918 — Хищник (5 ч.) (не сохранился)
- 1919 — Сильным слава (3 ч., 700 м) (не сохранился)
- 1923 — Псиша, танцовщица Екатерины Великой / Psicha, die Tänzerin Katherina, Германия
- 1924 — Вешние воды / Frühlingsfluten, Германия
- 1925 — Наблюдатели жизни / Zaungäste des Lebens (автор сценария — Ганс Тинтнер)[6]
- 1927 — Апачи Парижа / Die Apachen von Paris, Франция, Германия.

## Сноски
1. ↑  От фильма сохранился один ролик фрагментов из различных частей фильма:
1. Обед у Страховых, на котором присутствует Елена и её родители, Зоя, Шубин и другие. Сцена оборвана.
2. Любовные переживания Елены после знакомства с Инсаровым.
3. Елена пишет дневник, где признаётся в любви к Инсарову.
4. Отъезд Инсарова и Елены в Болгарию. В комнате также присутствуют Берсенев и Шубин, которые их провожают. Сцена оборвана.
5. Болезнь Инсарова в Венеции, где за ним в гостиничном номере ухаживает Елена. Сцена оборвана[5]